# Fermoselle
Fermoselle ist ein nordwestspanischer Ort und eine Gemeinde (municipio) mit 1.149 Einwohnern (Stand: 2024) in der Provinz Zamora in der Autonomen Gemeinschaft Kastilien-León. Der Ort ist seit 1974 als Kulturgut (Bien de Interés Cultural) in der Kategorie Conjunto histórico-artístico anerkannt.

## Lage und Klima
Fermoselle liegt auf einem ca. 650 m hohen Bergrücken im äußersten Südwesten der Provinz Zamora in der felsigen Landschaft des Naturparks Arribes del Duero nahe der vom Fluss Duero gebildeten Grenze zu Portugal. Das Dorf Tudera befindet sich etwa 25 km nordöstlich; die Provinzhauptstadt Zamora ist etwa 60 km (Fahrtstrecke) in nordöstlicher Richtung entfernt. Die portugiesische Gemeinde Bemposta liegt nur 15 km westlich. Das Klima ist gemäßigt bis warm; Regen (ca. 575 mm/Jahr) fällt überwiegend im Winterhalbjahr.

## Bevölkerungsentwicklung
| Jahr      | 1857  | 1900  | 1950  | 2000  | 2020  |
| Einwohner | 4.376 | 4.624 | 4.364 | 1.646 | 1.164 |

Die Mechanisierung der Landwirtschaft und die Aufgabe bäuerlicher Kleinbetriebe führten seit den 1950er Jahren zu einem deutlichen Bevölkerungsrückgang.

## Wirtschaft
Die Landwirtschaft, vor allem die Anpflanzung von Weinreben sowie von Oliven- und Obstbäumen, spielt traditionell die größte Rolle im Wirtschaftsleben der Kleinstadt. Im 16. Jahrhundert wird außerdem eine Eisenerzmine in der Umgebung erwähnt. Daneben fungierte der Ort bereits im Mittelalter als Handels-, Handwerks- und Dienstleistungszentrum für die Dörfer und Weiler in der Region. Einnahmen aus dem Tourismus in Form der Vermietung von Ferienwohnungen (casas rurales) sind in den letzten Jahrzehnten hinzugekommen.

## Geschichte
Funde von Steinbeilen in der Umgebung weisen auf eine lange Besiedlung hin, die auch von den Kelten und Römern fortgeführt wurde – einige Forscher glauben hier den in römischen Quellen genannten Ort Ocellum Durii, Ocella oder Ocila lokalisieren zu können. Aus westgotischer und maurischer Zeit fehlen jegliche Spuren. Nach der Rückeroberung (reconquista) des Nordens der Iberischen Halbinsel aus den Händen der Mauren übergab der leonesische König Alfons IX. im Jahr 1205 den Landstrich mitsamt dem Ort in die Grundherrschaft (señorio) des Bischofs von Zamora. Im Jahr 1221 jedoch gewährte er dem Ort wegen seiner militärstrategisch bedeutsamen Grenzlage zum Königreich Portugal mittels eines Privilegienbriefes (fuero) eine weitgehende Eigenständigkeit.

## Sehenswürdigkeiten
- Obwohl bedeutende Sehenswürdigkeiten fehlen, laden die oft verwinkelten Gassen der Altstadt zum Bummeln ein; Seitengassen enden oft in einem Aussichtspunkt (mirador). Der ganze Ort ist als Conjunto histórico-artístico anerkannt.
- Das während des Comuneros-Aufstands weitgehend zerstörte Castillo de Doña Urraca befindet sich auf der höchsten Stelle eines Bergrückens mit Blick über das umliegende Land und das Tal des Flusses Duero. Erhalten sind noch der Bergfried (torre del homenaje) und Teile der Nebengebäude.
- Die im frühen 13. Jahrhundert erbaute Pfarrkirche des Ortes (Iglesia de Nuestra Señora de la Asunción) hat spätromanisch-frühgotische Ursprünge, die vor allem in den beiden leicht angespitzten Archivoltenportalen auf der West- und auf der Südseite sichtbar werden – beide Portale sind mit abstrakt-vegetabilischen Motiven geschmückt. Der Rest der Kirche wurde wiederholt umgebaut und ergänzt – so stammen der auf der Südseite befindliche Glockenturm (campanario) mit einem daneben befindlichen Atrium aus der Renaissance. Das Innere der Kirche ist einschiffig und endet in einem flachen Chorschluss mit einem geschnitzten und farbig gefassten Altarretabel (retablo).[5]
- Die Fassade des Rathauses (ayuntamiento) wird von einem feinziselierten schmiedeeisernen Glockenkäfig gekrönt.
- In den Randbereichen des Ortes befinden sich zahlreiche Felsenkeller (bodegas).

Umgebung
- Etwas außerhalb des Ortes befindet sich ein Franziskanerkloster aus dem 18. Jahrhundert, das heute als Informationszentrum für den Naturpark Arribes del Duero genutzt wird.

## Persönlichkeiten
- Juan del Encina (1468–1529), Renaissance-Dichter und -Komponist, wurde in Fermoselle geboren.